# 中村八千代
中村 八千代（なかむら やちよ、1982年6月11日 - ）は、日本の元新体操選手。東京都出身。血液型はB型。イオン新体操クラブ所属。チームメイトの横地愛は先輩にあたる。

## 略歴
幼稚園のときから水泳をやっていて、選手コースに所属していた。ところが小学校5年生のとき、妹が友達の影響で新体操を習うことになり、ひとりで留守番するのが嫌で一緒に始める。水泳も好きだが、新体操をやるにつれて、自分の柔らかさを周りがほめてくれることで新体操への興味が深まっていった。週1〜2回のレッスンだったが、身体の柔らかさに注目してくれた先生がイオン新体操クラブでの練習を勧めてくれて小学6年のときに移る。当時、新体操の試合などみたこともなかったが、雑誌に載っている先輩（二関亜由美や前田裕美）などの刺激を受け、トレーニングに励む。
日本人離れした柔軟性を持ち、レベルの高い難度技を繰り広げる。2004年の全日本は体調不良で欠場したが、それも癒え、2度目の世界選手権出場を果たした。
2006年6月に気力の衰えなどで所属先のイオン新体操クラブを退社し、第一線を退いた。